# 龙烟铁矿公司石景山炼厂

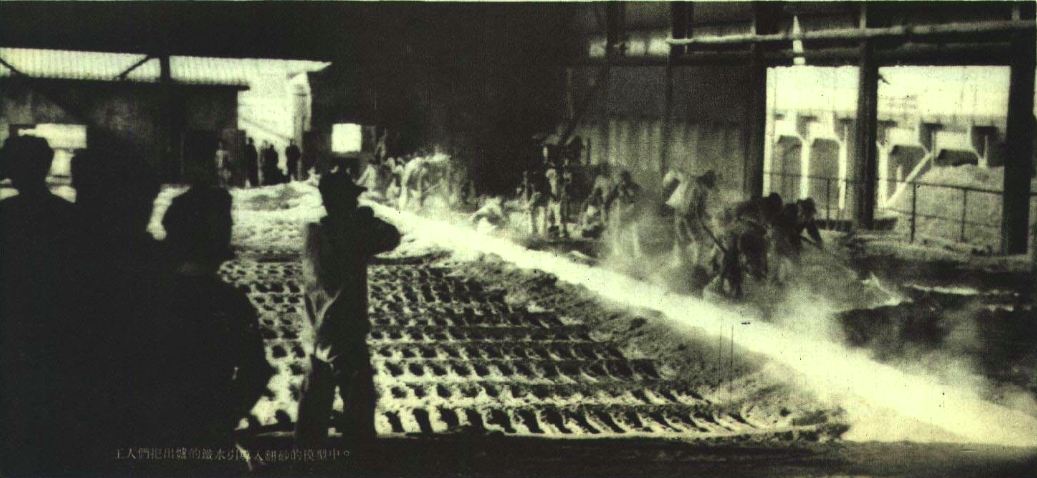
1950年的石景山炼厂

龙烟铁矿公司石景山炼厂，原址位于今北京市石景山区石景山路68号，始建于1919年。

## 简介
1919年，官商合办龙烟铁矿股份有限公司（今宣化钢铁集团有限责任公司的前身）成立。1919年3月29日，召开首届股东会和董事会成立大会。因该公司不设董事长，故董事会召开时由督办或会办主席。大会选举产生董事会，商董事有徐绪直、曾毓隽、梁士诒、丁士源、陆宗舆5人（候补董事为盛恩颐、曹汝霖）；官方派来的官董事有丁文江、周家彦、段骏良3人，这8人组成董事会。大会还选出靳云鹏、杨以俭为商督察，官方派农商部技监张新吾为官监督。4月19日，大总统徐世昌发布命令：“派陆宗舆为龙烟铁矿公司督办，丁士源为会办，盛恩颐和曹汝霖补为董事。”经陆宗舆、丁士源建议，农商部任命张新吾为龙烟铁矿公司经理。该公司成立后，随即决定在宣化烟筒山矿开采矿石，在北京石景山建炼铁厂。
龙烟铁矿公司创办初期，便开始筹建炼铁厂。起初设想厂基七处，经一年研究择定石景山以东建炼铁厂。1919年9月，该公司派人在石景山东麓筹建“龙烟铁矿公司石景山炼厂”。石景山麓下的平原有北辛安、山下村、广宁坟、古城、磨石口等村。这些村的农民得知建炼铁厂占地的消息后，纷纷反对。测量人员来丈量土地时，不少老人、妇女持棍棒、菜刀阻拦。陆宗舆乃宴请当地士绅李雅轩、磨石口大地主筛伍等人，请其协助龙烟铁矿公司向农民购地。但李雅轩调解无效，村民仍和测量人员争执。北洋政府背景的公司股东们责令宛平县派警察前往压服，村民们则联合赴大理院请愿。经过一个多月纠纷，龙烟铁矿公司购得土地1162亩，共花去征地费58147.63元。1920年，村民们接到领取征地费的通知。因为不少村民曾向筛伍借高利贷无法偿还，所以筛伍提前通知龙烟铁矿公司，从征地费中扣除了村民的贷款。结果村民所得的征地费所剩不多。龙烟铁矿公司购得土地后，开始建设炼铁厂，从贝林马肖公司和美国哈宾逊公司采购了设备，自美国进口材料，还聘格林为建筑工程师，建筑由马雪尔设计。1922年初，已设有250吨化铁炉2座、热风炉4座，还有各种机械、建筑等，工程百分之八十告竣，但当时资金用毕且已负债，公司无财力继续建设石景山炼厂，石景山炼厂被迫停建。
1920年直皖战争爆发，皖系失败，龙烟铁矿公司的支配权从皖系转入直系手中。后来直奉战争爆发，奉系获胜，下令查抄直系祸首财产，刚上任的龙烟铁矿公司董事长吴毓麟被列为祸首。
1923年3月24日，龙烟铁矿公司在天津法租界金城银行会议室举行股东会。陆宗舆在会上正式辞职，他说：“龙烟为徐世昌所提倡，由他主办。嗣因多病，不得已于去岁7月向农商部辞职。今日再在会场报告各股东，并请追认。”督办陆宗舆、会办丁士源正式辞职，废除了督办、会办制，会议选举徐世昌为会长，经理张新吾辞职，其工作由严智怡代理。1923年4月15日，大总统黎元洪视察石景山炼厂，同意由政府补充开炉尚需资金。但不到两个月，黎元洪被曹锟赶下台，政府拨款遂作罢。龙烟铁矿公司及附属石景山炼厂都陷入停顿。1928年北洋政府倒台，龙烟铁矿公司彻底瘫痪。
1921年后，兴中公司开始管理石景山炼厂。1937年抗日战争爆发后，日本侵占龙烟铁矿公司，将龙烟铁矿公司更名为龙烟铁矿株式会社。1938年后，在日本军部的委令下，日本控制的兴中公司抢占石景山炼厂，更名为“石景山制铁所”，成为日军的后方钢铁基地。龙烟铁矿公司和石景山炼厂正式分离，各自独立经营。从1919年到1949年，石景山钢铁厂30年仅产出生铁28.6万吨。
1948年12月，中国人民解放军占领石景山钢铁厂，该厂成为中华人民共和国北京市首个国营钢铁企业。1958年，国家投资2.4亿元人民币，扩建和改造石景山钢铁厂，结束了该厂有铁无钢的历史。1966年，该厂改称首都钢铁公司。
位于石景山路68号的“龙烟铁矿股份有限公司旧址（石景山钢铁厂）”地处石景山路西端，始建于1919年，已被列为北京市石景山区普查登记文物。龙烟别墅也位于石景山路68号，石景山东南侧，始建于1919年，是当年用建设首座高炉剩下的青石兴建，房屋共两排，供高级管理人员及负责执导技术的美国专家办公用，后成为首钢集团厂史展览馆，“龙烟别墅”已被列为北京市石景山区普查登记文物。